# 石巻専修大学
石巻専修大学（いしのまきせんしゅうだいがく、英語: Ishinomaki Senshu University）は、宮城県石巻市南境新水戸1に本部を置く日本の私立大学。1880年創立、1989年大学設置。大学の略称はISU、石巻専大、巻専（まきせん）。
東京都に本部をおく、専修大学の系列校である。
2013年に人文社会科学系の人間学部も設置しているが、歴史的には自然科学系（理工系）大学として創設された経緯を有している（ただし、開学当初から社会科学系の経営学部は設置している）。

## 設立の経緯
宮城県では高等教育機関（主に大学と短期大学）が仙台都市圏に集中していたため、以前より宮城県沿岸部の中心都市で県内第2の都市である石巻市にも高等教育機関を誘致しようという機運が地元より高まり、地元自治体が主体となって石巻専修大学を誘致した経緯がある。
「社会に対する報恩奉仕」を建学の精神として、1989年に開学した。

## 沿革
- 1988年（昭和63年）12月 - 石巻専修大学設置認可
- 1989年（平成元年）4月 - 石巻専修大学開学。理工学部基礎理学科、機械工学科、電子材料工学科、生物生産工学科、経営学部経営学科設置。大学開放センター開設
- 1991年（平成3年）7月 - 工作・試験センター竣工
- 1992年（平成4年）8月 - 第二学生食堂、テニスコート、クラブハウス竣工
- 1993年（平成5年）4月 - 大学院理工学研究科修士課程、経営学研究科修士課程設置（理工学研究科物質工学専攻、機械システム工学専攻、生命科学専攻、経営学研究科経営学専攻）
- 1995年（平成7年）4月 - 大学院理工学研究科博士後期課程設置（理工学研究科生命環境科学専攻、物質機能工学専攻）
- 1997年（平成9年）
  - 4月 - 大学院経営学研究科博士後期課程設置（経営学研究科経営学専攻）
  - 10月 - 石巻専修大学同窓会発足
- 2001年（平成13年）10月 - 弓道場竣工
- 2002年（平成14年）4月 - 理工学部電子材料工学科の名称を情報電子工学科に変更。経営学部にコース制を導入（事業経営、ビジネス会計、情報ビジネス、国際ビジネスコース）
- 2004年（平成16年）
  - 1月 - 雨天体育場竣工
  - 4月 - 東側通用口開通
- 2006年（平成18年）10月 - 自動車工学センター竣工
- 2008年（平成20年）4月 - 経営学部経営学科の国際ビジネスコースを国際経営・観光コースに改める
- 2009年（平成21年）4月 - 理工学部基礎理学科、情報電子工学科、生物生産工学科にコース制を導入。共創研究センター設置
- 2013年（平成25年）4月 - 人間学部（人間文化学科、人間教育学科）設置。理工学部基礎理学科、生物生産工学科を学生募集停止し、食環境学科、生物科学科に改組
- 2015年（平成27年）
  - 3月 - 石巻専修大学ユニバーシティハウス（学生寮）竣工
  - 8月 - 陸上競技場トラック新設
- 2017年（平成29年）4月 - 石巻専修大学経営学部から専修大学経営学部への国内留学制度開始
- 2018年（平成30年）
  - 3月 - 理工学部基礎理学科廃止
  - 10月 - 投球練習場竣工
- 2019年（平成31年）4月 - 大学院理工学研究科機械システム工学専攻修士課程学生募集停止
- 2020年（令和2年）3月 - 理工学部生物生産工学科廃止
- 2021年（令和3年）
  - 3月 - 大学院理工学研究科機械システム工学専攻修士課程廃止
  - 4月 - 経営学部に情報マネジメント学科設置

## 学部・学科
- 理工学部
  - 生物科学科
    - 海洋生物コース（2021年4月入学生まで）
    - 動物コース（同上）
    - 植物コース（同上）
    - 海洋生物・環境コース（2022年4月入学生より）
    - 動物・植物コース（同上）
    - 微生物・生命分子コース（同上）
    - 自然科学コース（同上）

  - 機械工学科
    - 自動車工学コース（2021年4月入学者まで）
    - 機械システムコース（同上）
    - 設計・創造コース（同上）
    - 機械創造学コース（2022年4月入学生より）
    - 自動車コース（同上）

  - 情報電子工学科
    - ITデザインコース（2021年4月入学者まで）
    - 先端エレクトロニクスコース（同上）
    - カーエレクトロニクスコース（同上）
    - 情報通信コース（2022年4月入学者より）
    - 電気電子コース（同上）

  - 食環境学科（2022年学生募集停止予定）
    - 食品分析コース
    - 食品工学コース
    - 水環境コース
- 経営学部
  - 経営学科
    - 経営管理モデル（2020年度以前入学者に対応）
    - 企業会計モデル（同上）
    - 地域開発モデル（同上）
    - 情報マネジメントモデル（同上）
    - ビジネスマネジメントモデル（2021年度入学者に対応）
    - 企業会計モデル（同上）
    - 地域観光・マーケティングモデル（同上）

  - 情報マネジメント学科
    - ビジネスデータモデル
    - ビジネスデザインモデル
- 人間学部
  - 人間文化学科
    - 異文化理解・芸術文学コース
    - 地域社会支援コース

  - 人間教育学科
    - 保育所・幼稚園モデル
    - 小学校モデル

## 大学院
- 理工学研究科
  - 物質工学専攻（修士課程）
    - 物質科学分野
    - 情報工学分野
    - 電子工学分野
    - 機械システム工学分野

  - 生命科学専攻（修士課程）
    - 細胞・分子生物学系
    - 生理・生体情報学系
    - 海洋生物学系
    - 環境・生態学系

  - 物質機能工学専攻（博士後期課程）
    - 機能性物質設計工学系
    - 物質物理工学系
    - 機能デバイス工学系
    - 機能システム工学系
    - ブレイン工学系
    - エネルギーシステム工学系

  - 生命環境科学専攻（博士後期課程）
    - 細胞・分子生物学系
    - 生理・生体情報学系
    - 海洋生物学系
    - 環境・生態学系
- 経営学研究科
  - 経営学専攻（修士課程・博士後期課程）
    - 経営学分野
    - 会計学分野
    - 経営情報学分野

## 大学関係者

### 教職員
- 内海英男 - 建設大臣を経て、本学開学当時は国土庁長官を務めた政治家。中央大学出身だが本学の開学に関わる
- 森口忠造 - 開学時の学校法人専修大学理事長。石巻専修大学の開学を主導した
- 小田切美文 - 初代学長。元専修大学学長。物理学者、統計学者、情報学者
- 小倉保己 - 2代学長。医学博士。歯学者、医学者、薬理学者
- 小林陵二 - 3代学長。工学博士
- 坂田隆 - 4代学長。農学博士。生理学者
- 大谷尚文 - 人間学部教授。フランス文学者
- 亀山紘 - 元教授。工学博士。本学教授を経て石巻市長となる

### 出身者
- 相沢晋 - 元プロ野球選手（東北楽天ゴールデンイーグルス投手[1]）
- 高橋敏郎 - 元プロ野球選手（東京ヤクルトスワローズ捕手）
- 山内千代文 - 元お笑い芸人、グループ「イヌがニャーと泣いた日」メンバー。現在は構成作家
- 宿野部隆之 - 元お笑い芸人、グループ「イヌがニャーと泣いた日」メンバー。現在はフォトグラファー
- KYO-SUKE - プロマジシャン・俳優
- 泰里 - 元プロレスラー（在学中にデビュー）
- 三品建 - 声優

## 対外関係

### 国内他大学との協定
- 学都仙台コンソーシアム
- 放送大学[2]
- 専修大学 - 両大学の経営学部の間で
- 宮城教育大学 - 教職大学院の特別入試に関する協定

### 海外大学との国際交流協定
- アメリカ合衆国
  - ワシントン大学（学部間協定）
  - ランドルフ・メーコン大学
- モンゴル国
  - モンゴル国立大学
- 中華人民共和国
  - 中国石油大学
  - 温州大学
  - 東北電力大学

### その他の機関との協定等
- 財団法人大学基準協会（正会員）
- 宮城県（宮城県内12大学等との連携・協力に関する協定）
- 石巻市（包括連携協定、大規模災害時における連携に関する協定）
- 仙台市（宮城県内12大学等との連携・協力に関する協定）
- 女川町（包括連携協定）
- 東松島市（包括連携協定）
- 宮城県教育委員会（包括連携協力に関する協定）
- 宮城県石巻商業高等学校（高大接続研究事業協定）
- 宮城県東松島高等学校（高大接続研究事業協定）
- 宮城県女川高等学校（高大接続研究事業協定）
- 専修大学北上高等学校（高大接続協定）
- 石巻市立女子高等学校（高大接続研究事業協定）
- 宮城県石巻西高等学校（高大接続研究事業協定）
- 宮城県石巻北高等学校（高大接続研究事業協定）
- 宮城県水産高等学校（高大接続研究事業協定）
- 東陵高等学校（高大接続研究事業協定）
- 石巻市立桜坂高等学校（高大接続研究事業協定）
- 石巻信用金庫（「ISプロジェクト」（連携協力））
- 株式会社楽天野球団（連携協定に関する協定）
- ソフトバンク株式会社と石巻市との連携事業及び包括連携に関する協定

## 系列校

### 同一学校法人
学校法人専修大学は、以下の大学を設置しており、専修大学の系列校となっている。
- 専修大学（東京都千代田区）

### 別学校法人
以下の「専修大学」と付いている学校は、学校法人専修大学の設置ではなく、別法人による設置となっているため、ここでまとめる。
- 学校法人専修大学附属高等学校（東京都杉並区）
  - 専修大学附属高等学校
- 学校法人専修大学松戸高等学校（千葉県松戸市）
  - 専修大学松戸高等学校
  - 専修大学松戸中学校
  - 専修大学松戸幼稚園
- 学校法人玉名学園
  - 専修大学熊本玉名高等学校（熊本県玉名市）
- 学校法人北上学園（岩手県北上市）
  - 専修大学北上高等学校
  - 専修大学北上幼稚園
  - 専修大学北上福祉教育専門学校

## 施設
- 大学図書館
- 情報教育研究センター
- 大学開放センター

## エリア放送
2012年（平成24年）に東北総合通信局管内初のエリア放送地上一般放送局の免許を取得
、
ワンセグ放送をしていたが2014年（平成26年）限りで廃局した
。
森口記念館に地上一般放送局1局が設置されていた
。
| 免許人                       | 局名                   | 呼出符号     | 物理チャンネル | 周波数        | 空中線電力 | ERP   |
| ---------------------------- | ---------------------- | ------------ | -------------- | ------------- | ---------- | ----- |
| 学校法人専修大学石巻専修大学 | 石巻専修大学エリア放送 | JOXZ2AA-AREA | 31ch           | 581.142857MHz | 3.8mW      | 3.8mW |

## アクセス
- (1)JR石巻駅（■仙石線・■石巻線・■■仙石東北ライン）前よりミヤコーバス石巻専修大学線 飯野川（いいのがわ）もしくはルネッサンス館行路線バスで石巻専修大学下車
- (2)ミヤコーバス 高速バス仙台 - 石巻線にて石巻専修大学下車または石巻駅前でのりかえ→上記の路線バス利用
- (3)上記とは別に2008年4月より大学による学生専用「通学支援バス」が運行開始。
  - 石巻駅前 - 石巻専修大学（在来の(1)路線バス利用に対し学生専用回数券による運賃補助）
  - 仙台駅東口 - 石巻専修大学（仙台東IC - 石巻河南IC経由の上記(2)高速バスに対する学生専用回数券方式による運賃補助）
  - 東北本線一ノ関駅・花泉駅・石越駅ならびに築館総合支所・登米(とめ)市役所（佐沼）・登米(とよま)庁舎・気仙沼線柳津駅から三陸沿岸道路経由で、また、古川駅前・小牛田駅前・涌谷駅前から国道108号線経由で各々チャーターバスを運行（学生専用回数券方式）

## エピソード
- 2011年（平成23年）の東日本大震災発生時には大学施設に避難所をはじめとする、災害ボランティアセンター・日本赤十字社救護所・自衛隊宿営地・ヘリポート等が設置されて利用された。